# AeroRescue
AeroRescue ist eine australische Fluggesellschaft mit Sitz in Darwin und Basis auf dem Darwin International Airport.

## Unternehmen
AeroRescue ist eine Tochtergesellschaft der Pasparey. Sie setzt ihre Flugzeuge im Auftrag der staatlichen AMSA ein. Die Flugzeuge der AeroRescue sind in Darwin, Perth, Cairns, Essendon sowie in Brisbane stationiert und werden für Aufgaben im Bereich Search and Rescue genutzt.

## Flotte
Seit 24. Februar 2023 ist kein Flugzeug mehr auf die Gesellschaft registriert.

### Ehemalige Flotte
| Flugzeugtyp     | Anzahl | bestellt | Anmerkungen | Sitzplätze |
| --------------- | ------ | -------- | ----------- | ---------- |
| Dornier 328-110 | 3      |          |             |            |
| gesamt          | 3      | –        |             |            |

Die interne Bezeichnungen der Flugzeuge lauten Nemo 1 bis Nemo 5.